# Embudo de adición

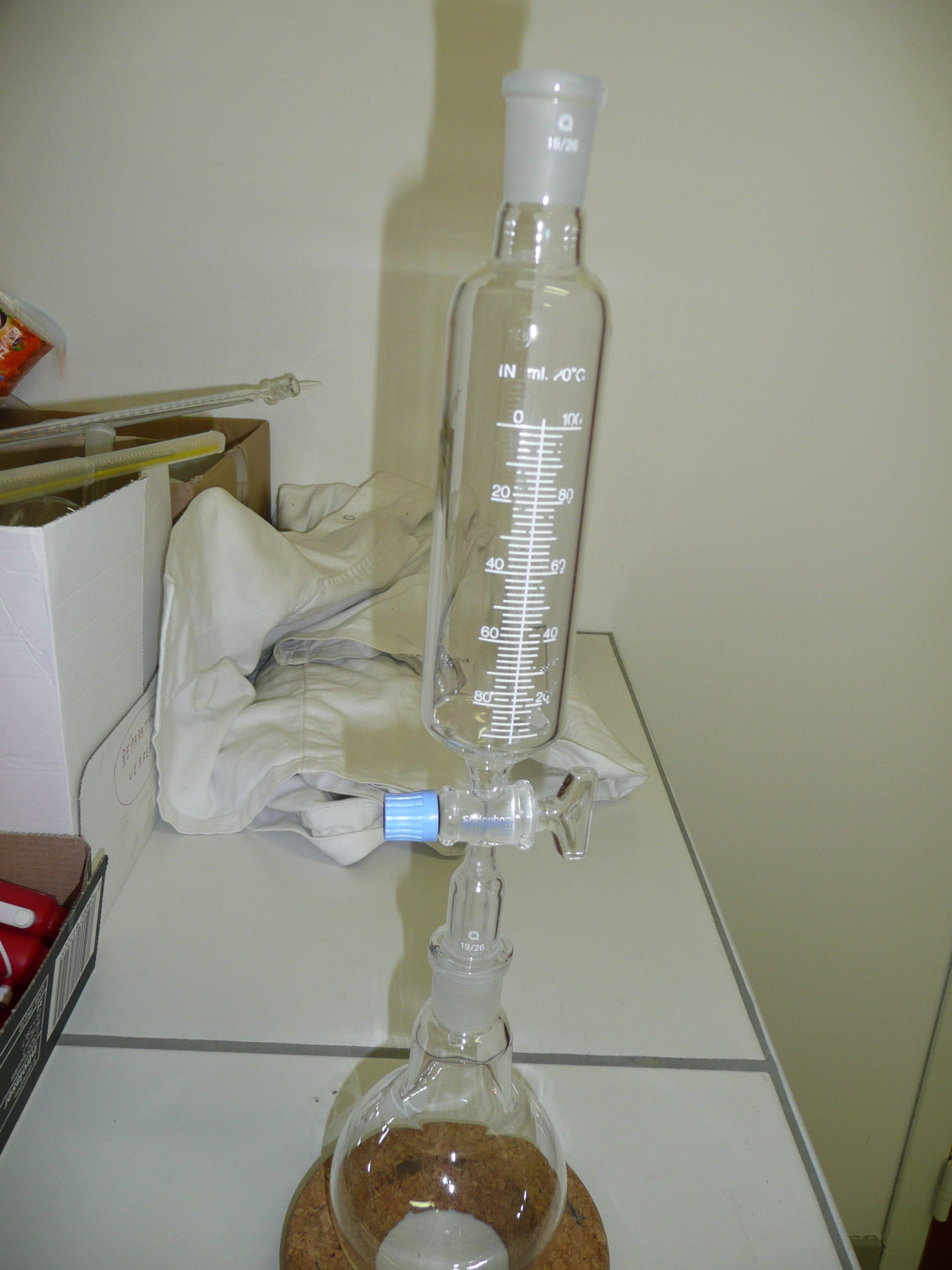
Embudo de adición, con escala graduada y junta de vidrio esmerilado.

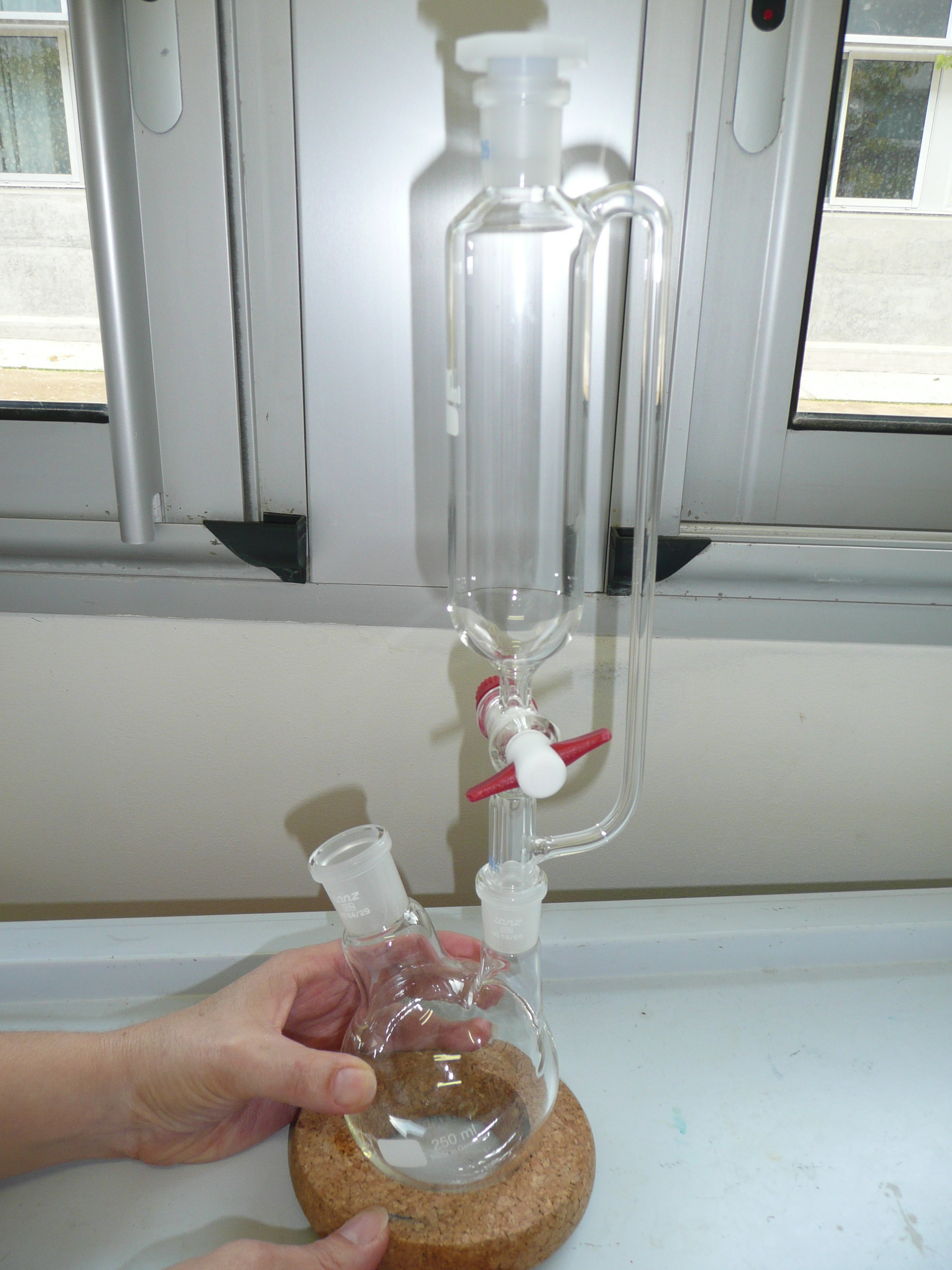
Embudo de goteo con compensación de presión. Nótese la llave de pase, el tubo de vidrio de la derecha y la junta de vidrio esmerilada. En un embudo de adición ordinario falta el estrecho tubo de vidrio del lado derecho.

Un embudo de adición es un material de vidrio de laboratorio utilizado para transferir o añadir líquidos. Estos embudos de laboratorio están equipados con una llave de paso que permite que el flujo sea controlado. Los embudos de adición son útiles para la adición de reactivos lentamente, es decir, gota a gota. Esto puede ser deseable cuando la adición rápida del reactivo puede dar lugar a reacciones secundarias, o si la reacción es demasiado rápida o violenta.
Los embudos de adición suelen estar equipados con una junta de vidrio esmerilado en la parte inferior que permite que el embudo encaje perfectamente en, por ejemplo, un matraz de fondo redondo. Esto también implica que no tiene que ser fijado por separado. No obstante, algunos modelosno disponen de esta junta y deben ser fijados a un tapón con orificio.

## Embudos de adición de presión compensada
Los embudos de goteo de presión compensada tienen un tubo de vidrio adicional de estrecho diámetro que conecta la parte superior del embudo con la junta de vidrio esmerilado que rodea la base. La finalidad de este tubo es equilibrar la presión entre el frasco sellado de recepción y el cuerpo del embudo.  Sin él, el flujo de líquido rápidamente se detendría.